# Dos gemelas estupendas
Dos gemelas estupendas en España o Vestidas y alborotadas en México es una película de comedia musical en coproducción hispanomexicana de 1968, dirigida por Miguel Morayta y protagonizada por Pili y Mili, junto al cantante y actor mexicano Alberto Vázquez.

## Sinopsis
Pili y Mili son dos hermanas contratadas para un espectáculo en México, pero el único que sabe que ambas artistas son gemelas es el que las ha contratado y piensa mantenerlo en secreto hasta el momento del estreno para divertir al público, pero también Pili y Mili usarán esto para divertirse con los hombres con los que salen. Además, un loco amenaza el estreno del espectáculo.

## Elenco
- Pilar Bayona "Pili" ... Blanca Rosa Ríos
- Aurora Bayona "Mili" ... Blanca Estela Ríos
- Alberto Vázquez ... Germán
- Carlos Piñar ... Rubén Moreno
- Malú Reyes ... Azafata
- Óscar Ortiz de Pinedo ... Don Garibaldi Pérez
- Antonio Raxel ... Sebastián
- José Loza ... Periodista
- Julián de Meriche ... Pablo
- Adolfo Aguilar
- Carlos Guarneros
- José Manuel Corcuera
- Los Yaki
- Benny Ibarra
- Jorge Casanova ... Reportero (no aparece en los créditos)
- Margarito Luna ... Portero del teatro (no aparece en los créditos)